# The Burglar (film 1917)
The Burglar è un film muto del 1917 diretto da Harley Knoles. La sceneggiatura di Virginia Tyler Hudson si basa su Editha's Burglar, lavoro teatrale di Augustus Thomas, andato in scena a Broadway il 20 settembre 1887.

## Produzione
Il film fu prodotto dalla World Film.

## Distribuzione
Il copyright del film, richiesto dalla World Film Corp., fu registrato il 18 ottobre 1917 con il numero LU11584.
Distribuito dalla World Film e presentato da William A. Brady, il film fu proiettato in prima al Park Theater di New York il 30 settembre 1917, uscendo poi nelle sale statunitensi il 29 ottobre di quello stesso anno.
Non si conoscono copie ancora esistenti della pellicola che viene considerata presumibilmente perduta.